# KENNOL
KENNOL(ケノール)は、1983年設立の自動車・オートバイ・産業用・農業機械用など総合的な潤滑油メーカーACCOR Lubrifiants(アコール・ルブリフィアンツ)社製造のモータースポーツ用オイルブランド。本社は、フランス西部ショレ。
1993年当時のアコール・ルブリフィアンツ社会長と友人であったレーサー(クリストフ・ブシュー)の依頼により、ル・マン24時間耐久レースに耐えうるオイルを開発。これをきっかけにKENNOLブランドが誕生。モータースポーツへのサポートは積極的であり、4輪・2輪を問わずモータースポーツ用オイルの開発を行っている。